# دریم ترنس
دریم ترنس قدیمی‌ترین زیرشاخهٔ موسیقی ترنس است. این سبک موسیقی، در بازهٔ کوتاه بین سال‌های ۱۹۹۵ و ۱۹۹۷ به محبوبیّت جهانی دست یافت (هم‌زمان با محبوب‌شدن موسیقی ترنس برای نخستین‌بار). دریم ترنس تأثیر عمیقی بر موسیقی هاوس داشته‌است؛ از این رو این سبک را با نام‌های دریم هاوس و دریم دنس نیز می‌شناسند.
امروزه دریم ترنس را نخستین و ابتدایی‌ترین زیرشاخهٔ جنبش الکترونیک پیش‌رونده، که از حدود سال ۱۹۹۲ آغاز شد، می‌دانند. بسیاری از تهیّه‌کنندگان موسیقی سای‌ترنس (از جمله اینفکتد ماشروم) در دوران اوج دریم ترنس از این موسیقی تأثیر پذیرفته‌اند.